# 大原一三
大原 一三（おおはら いちぞう、1924年7月1日 - 2005年11月3日）は、日本の政治家、大蔵官僚。衆議院議員（7期）、農林水産大臣（第23代）を務めた。位階は従三位、勲等は勲一等。

## 来歴・人物
宮崎県東臼杵郡北方村（後の北方町、現延岡市）出身。に生まれる。北方小学校、宮崎県立延岡商業学校（現宮崎県立延岡商業高等学校）、旧制台北高等学校、旧制第一高等学校を経て、1951年、東京大学法学部政治学科卒業。東大法学部政治学科4年次に国家公務員六級職試験（行政職、法律職）を合格。大蔵省に入省。主税局に配属。
1957年6月、御坊税務署長。1958年6月、沼津税務署長。1961年8月、東京国税局総務部総務課長。1963年6月、主計局給与課長補佐。1966年8月、主税局総務課長補佐。1967年8月、日本専売公社企画部企画課長。1969年8月、日本専売公社管理調整本部総務課長、大臣官房付、人事院事務局給与局給与第二課長。1970年7月、大臣官房参事官。同年12月、退官。
1976年、衆院選に無所属で出馬し初当選。当選後は新自由クラブに所属したが、1979年に離党。その年の衆院選に無所属で出馬するが落選。翌1980年の衆院選では、自由民主党公認で出馬し、返り咲きを果たした。1983年に2回目の落選をするも1986年に再び返り咲く。
1996年、第1次橋本内閣で農林水産大臣を務める。担当大臣として、住専国会を乗り切る。同年の衆院選は比例九州ブロックにまわり、再選。1997年春の叙勲で勲一等瑞宝章受章。1998年7月に誕生した小渕政権では総理の政策ブレーンとして活躍する。同年、衆議院国鉄・林野特別委員会委員長として、JRなど改革の取りまとめに貢献する。2001年、長年所属していた橋本派を離脱、無派閥となる。2003年10月、議員を引退。その後は政治評論、政策提言を行い、大原財政経済研究所を主宰。国内外において行財政に関わる講演や執筆活動などをする。原子力発電ではないクリーンなエネルギーの推進を唱え全国小水力利用推進協議会の会長も務めた。
2005年11月3日午後5時21分、膵臓癌のため東京都港区の病院で死去、81歳。死没日をもって従三位に叙される。
2009年の第45回衆議院議員総選挙では息子の大原守人が宮崎2区から無所属で立候補したが、落選した。

## 主な政策提言と実施状況
- 1997〜1999年 - 行政改革、中央省庁改革委員長（同時に特殊法人、規制改革担当）
- 1997年 - 土地の資産再評価法 議員立法→実施（利用企業数約500社）
- 1998年 - 電力の発送電分離案→小売り自由化（平成11年）
- 1998年 - 大都市ガスの分離・分割案→小売り自由化 (平成11年）
- 1998年 - ガスパイプライン構想→平成11年閣議決定
- 1998年 - 開発銀行の中幹企業運転資金の供給（時限）（同年〜1999年）
- 1998年 - 日銀の社債購入（同年実施）
- 1998年 - 円の国際化→円建て外債の非課税･短期市場解禁（1999年）
- 1999年 - 市町村合併目標1000→樋口・競争力会議採択（1999年）
- 1999年 - 農業の株式会社化→実施段階（2002年〜）
- 1999年 - デッド･エクイティ･スワップ→産業再生会議採択（2000年）
- 2000年 - 一橋ビジネススクールの創設（同年実施）
- 2000年 - 電力、ガス、鉄道の地域独占規定の廃止（2000年）
- 2000年 - 独禁法の改正提案→優越的地位の乱用規制（未）
- 2000年 - 銀行の株式保有制限→立法化（2001年）
- 2000年 - NTTの分離分割案（ドコモ･コムの分離）→宮内規制改革委採択（2001年）
- 2000年 - 公立学校学区制度の廃止、大学の評価制度の導入（2002年）
- 2000年 - 大学の評価制度（2002年）
- 2000年 - 移民受け入れの弾力化（提案）
- 2000年 - 港湾荷役の24時間化（2002年）
- 2000年 - 証券決済の短縮化（2002年）
- 2000年 - 申請書類の英文化（2002年情状参入書類、平成2003年特許出願）
- 2000年 - 農家の株式会社化（2002年）

## 著書
- キンメル『租税と企業』（中央経済社、1953年）
- 『前進への条件』（経済往来社、1967年）
- 『落日の日本』（エール出版社、1973年）
- 『これからの日本を救う道』（エール出版社、1975年）
- 『明日では遅すぎる―日本が甦える日』（文藝春秋、1996年）
- 『「パンとサーカス」の時代―非常識が常識の国』（フォレスト出版,1998年）
- 『日本経済再生の条件』（経済親和会,1998年）
- 『日本再生の条件―政策展開と今後の課題』（東洋経済新報社,1999年)
- 『さあ！明日を語ろう―あなたが変える日本経済』（フォレスト出版,2000年）樋口廣太郎との対談
- 『日本の没落』（角川書店、2001年）
- 『改革者―私の「代表的日本人」』（フォレスト出版,2001年；角川文庫、2002年）
- 『日本人の忘れもの』（時事通信社,2003年）
- 『官庁大改造』（扶桑社,2004年）
- 『2050年の日本―再生か衰退か』（東洋経済新報社,2004年）
- 『人間万事塞翁が馬』（自伝）（宮日文化情報センター、2005年）